# Valbo
Valbo is een plaats in de gemeente Gävle in het landschap Gästrikland en de provincie Gävleborgs län in Zweden. De plaats heeft 6911 inwoners (2005) en een oppervlakte van 814 hectare. De plaats ligt iets ten zuidwesten van de stad Gävle en kan worden gezien als een voorstad van deze stad.
In de plaats ligt het winkelcentrum Valbo köpcentrum, dit is een van de grotere winkelcentra in Zweden. De kerk Valbo kyrka stamt uit de 12de eeuw en is waarschijnlijk de oudste kerk van Gästrikland.

## Verkeer en vervoer
Bij de plaats lopen de E16, Riksväg 56 en Riksväg 68.

## Geboren
- Theodor Svedberg (1884-1971), scheikundige en Nobelprijswinnaar (1926)

Bestuurscentrum: Gävle (Tätort)
Tätort:
Åbyggeby · Berg · Bergby · Björke · Bönan 
· Forsbacka · Forsby · Furuvik · Hagsta · Hamrångefjärden · Hedesunda · Lund · Norrsundet · Totra · Trödje · Valbo
Småort:
Åbyggeby (tegelbruket) · Alborga · Allmänninge · Axmar by · Backa · Berg en Sjökalla · Björke (oostelijk deel) · Brunnsvik · Eskön en Esköränningen · Finnböle · Grinduga · Häcklinge · Harkskär · Hästbo · Hillevik · Hillsjöstrand · Lövåsen en Dansheden · Mårtsbo · Ölbo · Oppala · Östanbäck en Lund · Sikvik · Småmuren · Utvalnäs